# Markos Miklós
Markos Miklós, Markovits (Sárbogárd, 1924. július 15. – 2000. június 7.) magyar filmrendező, forgatókönyvíró, Markovits Györgyi (1919–1985) irodalomtörténész, könyvtáros testvéröccse.

## Életpályája
Markovits Áron (1885–1944) állatorvos és Deutsch Erzsébet (1891–1944) legkisebb gyermekeként született. Négy polgári osztályt szülővárosában végzett, majd a budapesti Szent István Gimnáziumba került. 1942–1945 között fényképészsegédként dolgozott. 1949–1953 között a moszkvai Össz-szövetségi Filmművészeti Főiskola hallgatója volt. 1951-től dokumentumfilmeket készített. 1953-tól a Mafilm rendezője, forgatókönyvírója volt.
Két gyermeke született: Markos Katalin (1965–) és Markos Gábor (1968–).

## Filmjei

### Forgatókönyvíróként
- Kölyök (1959) (rendező is)
- Felmegyek a miniszterhez (1962)
- A szélhámosnő (1963)
- Kakuk Marci szerencséje (1966) (rendező is)
- Büdösvíz (1966)
- Bors (1968) (rendező is)
- Pokolrév (1969) (rendező is)
- Ficzek úr (1974)
- A dunai hajós (1974) (rendező is)
- A csillagszemű (1977) (rendező is)
- Rab ember fiai (1979) (rendező is)
- Villám (1981) (rendező is)
- Kismaszat és a Gézengúzok (1984) (rendező is)
- A fantasztikus nagynéni (1986)
- A komáromi fiú (1987) (rendező is)
- Micike és az Angyalok (1987) (rendező is)

### Rendezőként
- Böske (1955)
- A fekete szem éjszakája (1959)
- Egy régi villamos (1960)
- Heten a hóban (1962)
- Tücsök (1963)
- Uraim, beszéljenek! (1973)
- A bűn nyomában (1977)
- Rohanj velem (1983)
- Májdír emlékiratai (1984)

## Díjai, elismerései
- Szocialista Kultúráért (1979)[3]